# الرابطة الدولية للغولف للمكفوفين
تأسست الرابطة الدولية للغولف للمكفوفين (IBGA) في عام 1998 ككيان رياضي للمكفوفين، لتنظيم والاعتراف ودعم بطولات الغولف الدولية للمكفوفين الغولف للأشخاص ضعاف البصر والمكفوفين. اعتباراً من عام 2014، أصبح لديه حوالي 500 لاعب غولف مسجل.

## تاريخ
ناشد مؤسس رابطة الغولف اليابانية للمكفوفين هاروهيسا هاندا في عام 1996، جمعيات الغولف للمكفوفين في جميع أنحاء العالم بإنشاء منظمة.حيث اقيم في عام 1997 مؤتمر الغولف العالمي للمكفوفين في بيرث، أستراليا، حيث شارك ممثلون من ست دول لاقتراح النظام الأساسي ونظام الإعاقة. وفي عام 1998، إحل الاقتراح في اجتماع عقد خلال بطولة العالم الخامسة للغولف للمكفوفين في فلوريدا بالولايات المتحدة، بحيث يمكن إنشاء منظمة حاكمة عالمية. أنتخب هاندا كأول رئيس، وأصبح ديفيد بليث من أستراليا أول رئيس (مسؤول عن الإدارة).
كان هناك ثماني منظمات شاركت في مؤتمر لاعبي الغولف العالمي للمكفوفين الذي عقد في عام 1997 من 6 دول؛ اليابان، الولايات المتحدة، وكندا، وأستراليا، وأيرلندا، وإنجلترا، واسكتلندا وأيرلندا الشمالية.
في 2014، أصبح لدى الجمعية الدولية للغولف للمكفوفين 18 منظمة عضواً ضمن 16 دولة بما في ذلك 4 منظمات.

## رحلة
| عنوان                                                 | دولة             |
| ----------------------------------------------------- | ---------------- |
| بطولة العالم للغولف للمكفوفين ISPS HANDA              |                  |
| كأس ISPS HANDA Ressmeyer Vision                       | إيطاليا          |
| بطولة اليابان المفتوحة للغولف للمكفوفين               | اليابان          |
| بطولة ISPS HANDA الأمريكية المفتوحة للمكفوفين         | الولايات المتحدة |
| بطولة ISPS HANDA البريطانية المفتوحة للغولف للمكفوفين | إنجلترا          |
| بطولة ISPS HANDA الكندية المفتوحة للغولف للمكفوفين    | كندا             |
| بطولة ISPS HANDA الأيرلندية المفتوحة للغولف للمكفوفين | أيرلندا          |
| بطولة ISPS HANDA الأسترالية المفتوحة للمكفوفين        | أستراليا         |
| بطولة ISPS HANDA الإيطالية المفتوحة للبوكر            | إيطاليا          |
| بطولة جنوب أفريقيا المفتوحة للغولف للمكفوفين          | جنوب إفريقيا     |
| كأس هاندا                                             | الولايات المتحدة |

## أعضاء
- رابطة الغولف اليابانية للمكفوفين (JBGA)
- رابطة الغولف للمكفوفين بالولايات المتحدة (USBGA)
- غولف المكفوفين في أيرلندا الشمالية
- جمعية الغولف الاسكتلندية للمكفوفين
- رابطة الغولف للمكفوفين الإنجليزية
- جمعية الغولف للمكفوفين في ألمانيا
- غولف المكفوفين في أيرلندا
- جمعية الغولف للمكفوفين بجمهورية جنوب أفريقيا
- رابطة الغولف الأسترالية للمكفوفين
- رابطة الغولف الكندية للمكفوفين
- رابطة هونج كونج للغولف للمكفوفين
- رابطة الغولف للمكفوفين في كوريا الجنوبية
- رابطة الغولف الإيطالية للمكفوفين
- رابطة الغولف النمساوية للمكفوفين

### الأعضاء المنتسبين
- فرنسا
- إسرائيل
- ماليزيا
- هولندا

### ملحوظات
1. ↑  "About". International Blind Golf Association. مؤرشف من الأصل في 2011-09-10. اطلع عليه بتاريخ 2014-04-30.
2. ↑  "Letter from IBGA - JBGA". JBGA. مؤرشف من الأصل في 2013-12-07. اطلع عليه بتاريخ 2014-04-30.
3. ↑  "Blind Golf". JBGA. مؤرشف من الأصل في 2014-03-14. اطلع عليه بتاريخ 2014-04-30.
4. 1 2  Haruhisa Handa 2006، صفحة 60.

### الأعمال المذكورة
- Haruhisa Handa (2006)، ブラインドの皆さん、外へ出てゴルフをしよう！، Tachibana.inc، ISBN:978-4-8133-1894-1

## روابط خارجية
- رابطة الجولف الدولية للمكفوفين